# Jouko Turkka

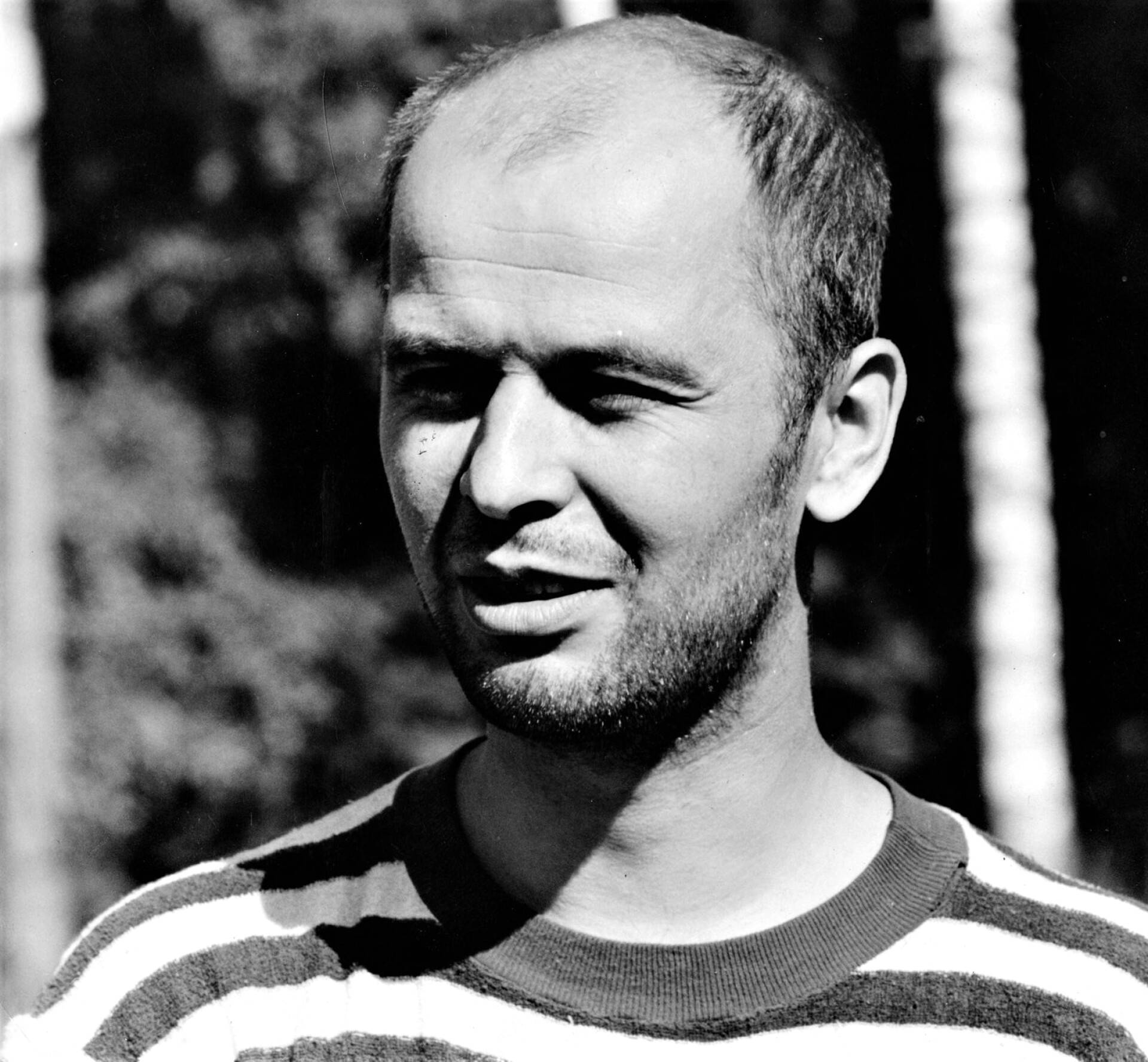
Jouko Turkka (1972)

Jouko Turkka (* 17. April 1942 in Pirkkala; † 22. Juli 2016 ebenda) war ein finnischer Theaterregisseur.

## Leben
Turkka war in Finnland als Theater- und Fernsehregisseur, Theaterdirektor, Schauspiellehrer und Dramatiker tätig. Anfang der 1980er Jahre arbeitete er am Städtischen Theater in Helsinki und inszenierte diverse Klassiker wie Brecht und Strindberg, finnische Komödien und moderne Texte. Seine Regiearbeiten stellten sich als Bruch mit klassischen Theaterkonventionen dar. So inszenierte er 1980 die finnische Volkskomödie Murtovarkaus von Minna Canth, indem er auf die Dialoge des Stücks verzichtete. Die Aufführung löste Proteste aus.
Er verfasste auch eigene Stücke, für die er sowohl Regie führte, als auch das Bühnenbild erstellte. Für das Fernsehen schuf er die zwölfstündige Serie Seitsemän veljestä nach dem gleichnamigen Roman von Aleksis Kivi. Hier interpretierte er die bekannten Rollen dort auftretender sieben Brüder neu. Aus lustigen und dummen Brüdern wurden jämmerliche, primitive Figuren. Auch diese Arbeit löste starke Debatten aus.
Der auch als Lehrer an der Theaterakademie Helsinki tätige Turkka war für eine Vielzahl von später bekannten Schülern prägend. Seine teils als „brutal“ kritisierten Unterrichtsmethoden waren darauf ausgerichtet, nur starke Schauspieler bestehen zu lassen.

## Werke (Auswahl)
- Hypnoosi, Schauspiel, 1988
- Seitsemän veljestä, Fernsehserie, 1989
- Presidentin dementia, Schauspiel 1994
- Rakkaita pettymyksiä rakkaudessa, Schauspiel, 1996